# 31 juillet
Pour les articles homonymes, voir Trente-et-Un-Juillet.
31 juin 31 août
Chronologies thématiques
- Croisades
- Ferroviaires
- Sports
- Disney
- Anarchisme
- Catholicisme

Abréviations / Voir aussi
- (° 1852) = né en 1852
- († 1885) = mort en 1885
- a.s. = calendrier julien
- n.s. = calendrier grégorien
- Calendrier
- Calendrier perpétuel
- Liste de calendriers
- Naissances du jour

Le 31 juillet est le 212e jour de l'année du calendrier grégorien, 213e lorsqu'elle est bissextile, il en reste ensuite 153.
Ses équivalents :
- est, pour l'un, généralement le 13 thermidor du calendrier républicain / révolutionnaire français, officiellement dénommé jour de l'abricot ;
- tombe, pour l'autre, toujours un mardi du calendrier universel, à l'instar des 31 janvier, 31 avril (sic) et 31 octobre.

## Événements

### XIesiècle
- 1097 : une armée de premiers croisés atteint Antioche de Pisidie à proximité de l'actuelle Yalvaç.

### XIVesiècle
- 1358 : assassinat d'Étienne Marcel par des Parisiens. Il refusait de laisser entrer dans la ville les troupes navarraises et anglaises, commandées par un prince de sang cousin du roi Jean II.

### XVesiècle
- 1423 : à Cravant, sur les rives de l'Yonne, les Franco-Écossais de Louis de Bourbon, comte de Vendôme et de Jean Stuart, futur connétable de France, venant de Bourges, sont défaites et massacrées par les Anglo-Bourguignons venant d'Auxerre, de Thomas Montaigu, comte de Salisbury, et de Jean II de Toulongeon, maréchal de Bourgogne ; Jean Stuart est fait prisonnier.
- 1451 : après avoir entendu le Grand Conseil, le roi Charles VII, au château de Taillebourg près de Saint-Jean-d'Angély (Charente-Maritime), décide d'imputer à Jacques Cœur le crime de lèse-majesté, ce qui a pour conséquence l'arrestation immédiate du Grand Argentier, astreint à tenir prison fermée, et entraîne la mise sous séquestre de ses biens.
- 1498 : Christophe Colomb découvre l'île de la Trinité.

### XVIIesiècle
- 1620 : la paix d'Ulm, conclue avec la médiation de la France, prévoit la cessation des combats entre la Ligue catholique et l'Union évangélique.
- 1658 : Aurangzeb est proclamé empereur moghol de l'Inde.

### XVIIIesiècle
- 1752 : Antoine Louis Rouillé, comte de Jouy, secrétaire d'État de la Marine, institue par un règlement l'Académie royale de marine de Brest, institutionnalisant l'initiative d'un groupe d'officiers de marine brestois, animé par le capitaine de vaisseau Sébastien-François Bigot de Morogues.
- 1763 : bataille de Bloody Run, pendant la rébellion de Pontiac.
- 1789 : les Austro-Russes, de Frédéric Josias de Saxe-Cobourg-Saalfeld et d'Alexandre Souvorov, infligent une lourde défaite aux Turcs du grand vizir, Koca Youssouf Pacha, à Focşani (Roumanie actuelle).

### XIXesiècle
- 1812 : les Espagnols réoccupent la partie orientale de la Vice-Royauté de Nouvelle-Grenade (capitainerie générale du Venezuela, tout juste érigée en république).
- 1856 : Christchurch devient une ville, par décret royal.
- 1894 : début de la guerre sino-japonaise.

### XXesiècle
- 1904 : victoire de Nozu Michitsura à la bataille de Hsimucheng pendant la guerre russo-japonaise.
- 1913 : les États balkaniques signent un armistice à Bucarest.
- 1914 : assassinat de Jean Jaurès à Paris.
- 1917 : début de la troisième bataille d'Ypres en Flandre.
- 1919 : l'Allemagne adopte la Constitution de Weimar.
- 1938 : la Bulgarie signe un pacte de non-agression avec la Grèce et d'autres puissances de l'Empire britannique.
- 1941 : les Oustachis croates lancent un raid contre la population serbe des régions de Sanski Most, Ključ et Bosanski Petrovac. En trois jours, 5 000 civils serbes seront assassinés.
- 1945 : arrestation de l'ex-chef du gouvernement du régime de Vichy Pierre Laval par les soldats alliés.
- 1950 : résolution no 85 du Conseil de sécurité des Nations unies ayant pour sujet : plainte pour agression contre la république de Corée.
- 1954 : l'autonomie interne est accordée par la France à la Tunisie.
- 1958 : le Royaume-Uni et la République fédérale d'Allemagne signent un accord de coopération nucléaire d'une durée de dix ans.
- 1959 : création de l'ETA, groupe armé anti-franquiste et séparatiste basque.
- 1964 : la sonde spatiale américaine Ranger 7, lancée le 28 juillet, transmet vers la Terre les premiers gros plans de la Lune.
- 1971 : les astronautes américains de la mission Apollo 15 effectuent une excursion de six heures et demie sur la Lune à bord du rover lunaire.
- 1974 : entrée en vigueur du cessez-le-feu entre Grecs et Turcs sur l'île de Chypre.
- 1981 : intervention de l’armée sénégalaise en Gambie pour soutenir le président renversé par un coup d'État.
- 1985 : le gouvernement français autorise la création de chaînes privées de télévision.
- 1991 : signature à Moscou du traité START entre l'Union soviétique et les États-Unis, prévoyant une réduction de 30 % des armements nucléaires stratégiques.
- 1994 : le Conseil de sécurité des Nations unies autorise le recours à la force afin de restaurer la démocratie en Haïti et de chasser la junte militaire.
- 1995 : le Parlement français adopte la révision constitutionnelle portant sur l'extension du champ d'application du référendum, l'instauration d'une session parlementaire unique de neuf mois pour les deux assemblées et la réduction de l'immunité des députés et des sénateurs.
- 2000 : Moshe Katsav est élu président d'Israël par les députés de la Knesset.

### XXIesiècle
- 2003 : le Conseil de sécurité des Nations unies adopte à l'unanimité une résolution (no 1495), appelant le Maroc et le Front Polisario à travailler ensemble en faveur de l'approbation du plan de paix pour le Sahara occidental.
- 2012 : résolution no 2063, du Conseil de sécurité des Nations unies (rapport du secrétaire général sur le Soudan).
- 2013 : réélection de Robert Mugabe à la présidence du Zimbabwe.
- 2016 : Yuriko Koike succède à Yōichi Masuzoe comme première femme élue gouverneure de Tokyo au Japon.
- 2023: une tentative de coup d'État en Sierra Leone est mise au jour.
- 2024 : en Iran, assassinat du chef du Hamas, Ismaël Haniyeh, à Téhéran[1].
- 2025 : en Lituanie, le Premier ministre Gintautas Paluckas démissionne[2].

## Arts, culture et religion
- 432 : élection du pape Sixte III comme successeur de Célestin Ier mort quatre jours plus tôt, au titre de 44e pontife de l'Église catholique romaine.
- 1009 : Serge IV devient pape à son tour.
- 2018 : incendie du clocher de l'église Ste-Thérèse dans le quartier rennais du sud de la gare ferroviaire et dans la nuit vers le 1er août[3].

## Sciences et techniques
- 2000 : lancement du logiciel NSIS.
- 2008 : la sonde Phoenix confirme la présence d' eau sur la planète Mars.

## Économie et société
- 1982 : accident à Beaune.
- 1987 : une tornade frappe Edmonton la capitale de l'Alberta au Canada.
- 2018 : un vol AM-2431 Aeroméxico s’écrase sur le sol mexicain avec 101 personnes à bord sans faire de victimes.

## Naissances

### VIIIesiècle
- 774 : Kūkai / 空海 (Kōbō-Daishi / 弘法大師 dit), moine bouddhiste, écrivain et philosophe japonais des VIIIe et IXe siècles († 22 avril 835).

### XIVesiècle
- 1396 : Philippe III de Bourgogne dit « le Bon », duc de Bourgogne († 15 juin 1467).

### XVIIesiècle
- 1640 : Michał Wiśniowiecki, roi de Pologne de 1669 à 1673 († 17 novembre 1673).

### XVIIIesiècle
- 1704 : Gabriel Cramer, mathématicien suisse († 4 janvier 1752).
- 1724 : Noël-François De Wailly, grammairien et lexicographe français († 7 avril 1801).
- 1754 : Bon Adrien Jeannot de Moncey, maréchal d'Empire français († 20 avril 1842).
- 1767 : Julie Candeille, compositrice pour le piano, musicienne, actrice, auteure dramatique et romancière française († 4 février 1834).

### XIXesiècle
- 1806 : Eugène Lepoittevin, peintre français († 6 août 1870).
- 1823 : Fabius Brest, peintre français († 5 novembre 1900).
- 1831 : Ilia Nikolaïevitch Oulianov, haut fonctionnaire russe de l'éducation, père de Lénine († 24 janvier 1886).
- 1867 : Sebastian Spering Kresge (en), homme d’affaires américain († 18 octobre 1966).
- 1877 : Giulio Antamoro, réalisateur de cinéma italien († 8 décembre 1945).
- 1883 : Ramón Fonst, escrimeur cubain, quadruple champion olympique († 9 septembre 1959).
- 1886 :
  - Salvatore Maranzano, mafieux sicilien († 10 septembre 1931).
  - Constant Permeke, peintre et sculpteur belge († 4 janvier 1952).
  - Fred Quimby, producteur américain, connu pour les séries Tex Avery († 16 septembre 1965).
- 1892 : Joseph Charbonneau, prélat canadien, archevêque de Montréal de 1940 à 1950 († 19 novembre 1959).
- 1895 : André Derrien, marin français, champion olympique de voile en 1928 († 4 avril 1994).

### XXesiècle
- 1901 : Jean Dubuffet, plasticien français († 12 mai 1985).
- 1911 : Jacques Grello (Gaëtan Henri Greslot dit), acteur et chansonnier français († 7 mars 1978).
- 1912 : Milton Friedman, économiste américain, prix Nobel d'économie en 1976 († 16 novembre 2006).
- 1913 : Bryan Hextall, joueur de hockey sur glace professionnel canadien († 25 juillet 1984).
- 1914 :
  - Raymond Aubrac, résistant français († 10 avril 2012).
  - Mario Bava, scénariste et réalisateur italien († 27 avril 1980).
  - Louis de Funès, acteur français († 27 janvier 1983).
- 1918 : Hank Jones, pianiste de jazz américain († 16 mai 2010).
- 1919 :
  - Maurice Boitel, peintre figuratif français († 11 août 2007).
  - Primo Levi, chimiste et écrivain italien († 11 avril 1987).
- 1921 : 
  - Peter Benenson, avocat britannique, fondateur d’Amnesty International († 25 février 2005).
  - Tore Sjöstrand, athlète suédois, champion olympique du 3 000 m steeple († 26 janvier 2011).
- 1922 :
  - Lorenzo Antonetti, cardinal italien, président émérite du patrimoine apostolique († 30 avril 2013).
  - Hank Bauer, joueur de baseball américain († 9 février 2007).
- 1923 : Victor Goldbloom, homme politique québécois plusieurs fois ministre († 15 février 2016).
- 1924 : Philippe Caillard, chef de chœur, professeur de musique, conseiller ministériel, éditeur de musique chorale et homme de radio français et européen.
- 1925 : Ignace Heinrich, décathlonien français († 9 janvier 2003).
- 1926 : Italo Bettiol, réalisateur franco-italien de films d'animation († 28 décembre 2022).
- 1928 : Gilles Carle, réalisateur et scénariste canadien († 28 novembre 2009).
- 1929 : Don Murray, acteur, scénariste et réalisateur américain († 2 février 2024).
- 1930 : Oleg Popov (Олег Константинович Попов dit le clown Popov), clown et artiste de cirque russe († 2 novembre 2016).
- 1931 : 
  - Nick Bollettieri (Nicholas James Bollettieri dit), entraîneur américain de tennis († 4 décembre 2022).
  - Ivan Rebroff (Hans Rolf Rippert dit), chanteur allemand († 27 février 2008).
- 1932 :
  - Ted Cassidy, acteur américain († 16 janvier 1979).
  - John Searle, philosophe du langage américain.
- 1935 :
  - Bernard Assiniwi, historien et écrivain québécois de souche algo–cris († 4 septembre 2000).
  - Yvon Deschamps, humoriste québécois.
- 1938 : Marion Game, actrice française († 23 mars 2023).
- 1939 : France Nuyen, actrice française.
- 1943 :
  - Ryan Larkin, réalisateur et producteur québécois de films d'animation († 14 février 2007).
  - Lobo (Roland Kent LaVoie dit), chanteur et compositeur américain.
- 1944 : Géraldine Chaplin, actrice américaine.
- 1946 :
  - Gary Lewis (en), chanteur et batteur américain fondateur du groupe Gary Lewis & the Playboys.
  - Paul Strasburger, homme politique britannique.
  - Bob Welch, musicien américain du groupe Fleetwood Mac († 7 juin 2012).
- 1947 :
  - Karl Green (en), bassiste, chanteur et compositeur britannique du groupe Herman's Hermits.
  - Richard Griffiths, acteur britannique († 28 mars 2013).
  - Stone (Annie Gautrat dite) chanteuse française du duo Stone et Charden.
  - Hubert Védrine, homme politique français, ministre des Affaires étrangères de 1997 à 2002.
- 1948 : 
  - Leaveil Degree, musicien américain du groupe afro-américain de musique soul, funk et disco The Whispers.
  - Alain Nadaud, écrivain français († 12 juin 2015).
  - Pascal Ory, historien et académicien français et breton.
- 1949 : Ahmed Zitouni, écrivain franco-algérien.
- 1950 : 
  - Richard Berry, acteur français.
  - Lane Davies, acteur américain.
- 1951 : Evonne Goolagong, joueuse de tennis professionnelle australienne.
- 1954 : 
  - Miguel Amaral, pilote de courses automobiles d'endurance portugais.
  - Noëlle Perna, humoriste et actrice française.
- 1955 : Jakie Quartz (Jacqueline Cuchet dite), chanteuse française.
- 1956 : Michael Biehn, acteur américain.
- 1958 :
  - Bill Berry, batteur américain du groupe R.E.M..
  - Manuel Gélin, acteur français.
  - Luc Le Vaillant, journaliste français.
- 1960 : Dale Hunter, joueur et entraîneur de hockey sur glace professionnel canadien.
- 1961 : Paul Duchesnay, patineur artistique canado-français.
- 1962 :
  - Sofiène Chaâri (سفيان الشعري), acteur tunisien.
  - Wesley Snipes, acteur américain.
- 1963 :
  - Brian Skrudland, joueur de hockey sur glace professionnel canadien.
  - Fatboy Slim (Quentin Leo Cook dit), disc-jockey et artiste britannique.
- 1965 :
  - Ian Roberts, acteur australien.
  - J. K. Rowling (Joanne Rowling dite), écrivaine britannique. (Son personnage Harry Potter est également réputé être né un 31 juillet)
  - Mario von Appen, kayakiste allemand, champion olympique.
- 1966 : Dean Cain, acteur et réalisateur américain.
- 1967 : 
  - Nina Bouraoui (Yasmina dite), romancière française et bretonne.
  - Peter Rono, athlète kényan, champion olympique du 1 500 m.
  - Doug Gjertsen, nageur américain, champion olympique.
- 1968 : Knut Holmann, kayakiste norvégien, triple champion olympique.
- 1969 : Anouch Begloian, femme politique arménienne.
- 1973 : Henk Vogels, cycliste sur route australien.
- 1974 : Emilia Fox, actrice britannique.
- 1975 :
  - Kavinsky (Vincent Belorgey dit), DJ français.
  - Ruben Patterson, basketteur américain.
- 1977 : Grand Corps Malade (Fabien Marsaud dit), slameur et auteur français.
- 1978 :
  - Will Champion, musicien britannique du groupe Coldplay.
  - Tui Sutherland, écrivain américaine.
  - Justin Wilson, pilote automobile britannique.
- 1980 : Mikko Hirvonen, pilote de rallye finlandais.
- 1981 :
  - Maher Kraiem, handballeur tunisien.
  - Julien Pierre, joueur de rugby français.
  - M. Shadows (Matthew Charles Sanders dit), chanteur américain du groupe Avenged Sevenfold.
- 1982 :
  - Anabel Medina Garrigues, joueuse de tennis professionnelle espagnole.
  - Marc López, joueur de tennis espagnol.
- 1985 :
  - Rémy Di Grégorio, coureur cycliste français.
  - Jean-Philippe Leguellec, biathlète franco-ontarien.
- 1986 :
  - Paola Espinosa, plongeuse mexicaine.
  - Ievgueni Malkine (Евгений Владимирович Малкин), joueur de hockey sur glace russe.
- 1988 : Max et Charles Carver, acteurs américains.
- 1989 : Victoria Azarenka (Виктория Азаренка), joueuse de tennis professionnelle biélorusse.
- 1990 : 
  - Kim Amb, athlète suédois.
  - Itohan Ebireguesele, haltérophile nigériane.
  - Orinoco Faamausili, nageur néo-zélandais.
  - Jaime Romero Gómez, footballeur espagnol.
  - Kóstas Papanikoláou, joueur de basket-ball grec.
  - Vatemo Ravouvou, joueur de rugby à XV et à sept fidjien.
- 1991 :
  - Kenza Dali, footballeuse française.
  - Kévin Malcuit, footballeur français.
- 1992 :
  - Dieter Bouvry, coureur cycliste belge.
  - Ryan Johansen, joueur de hockey sur glace professionnel canadien.
- 1994 :
  - Florent Hadergjonaj, footballeur kosovar et suisse.
  - Sean Klaiber,footballeur international surinamien.
  - Lil Uzi Vert, rappeur, chanteur et auteur-compositeur-interprète américain.
- 1996 : 
  - Savannah McCaskill, footballeuse américaine.
  - Blake Michael, acteur, réalisateur, scénariste, réalisateur artistique, compositeur et DJ américain.
  - Léa Paci, chanteuse française.
  - James Palmer Jr., basketteur américain.
  - Mauricio Tévez, footballeur argentin.
- 1998 : 
  - Rico Rodriguez, acteur américain.
  - Thomas Da Costa, acteur et chanteur français.
- 2000 :
  - Meryem Bekmez, athlète de  marches turque.
  - Léonie Cambours, athlète d'épreuves combinées française
  - Kim Sae-ron, actrice et mannequin sud-coréenne († 16 février 2025).
  - Facundo Zarate, hockeyeur sur gazon argentin.

### XXIesiècle
- 2001 : Roh Jeong-eui (en), actrice sud-coréenne.
- 2003 : Aurèle Amenda, footballeur suisse.
- 2005 : Jovan Milošević, footballeur serbe.

## Décès

### Vesiècle
- 448 : saint Germain d'Auxerre / Germain l'Auxerrois, fonctionnaire et religieux gallo-romain de l'Antiquité tardive, évangélisateur reconnu de l'Auxerrois et de la Bretagne insulaire, 6e évêque d'Auxerre de 418 à cette mort, protecteur à distance de la jeune (future sainte) Geneviève de Nanterre et Lutèce, canonisé saint fêté le 31 juillet comme ci-après (° vers 380).

### XIesiècle
- 1049 : Guifred II, comte de Cerdagne, fondateur de l'abbaye Saint-Martin du Canigou, où il s'était retiré et était devenu moine (° vers 970).

### XVIesiècle
- 1556 : Ignace de Loyola, religieux espagnol, fondateur de la Compagnie de Jésus (° 24 décembre 1491).

### XVIIesiècle
- 1602 : Charles de Gontaut-Biron, duc de Biron, militaire français, maréchal de France (° 1562).

### XVIIIesiècle
- 1784 : Denis Diderot, écrivain et philosophe français (° 5 octobre 1713).
- 1799 : François-Jean de Mesnil-Durand, tacticien français (° 19 novembre 1729).

### XIXesiècle
- 1820 : Benoît De Cauwer, peintre belge (° 21 octobre 1785).
- 1864 : Louis Hachette, éditeur français (° 5 mai 1800).
- 1875 : Andrew Johnson, homme d'État américain, 17e président des États-Unis de 1865 à 1869 (° 29 décembre 1808).
- 1886 : Franz Liszt, compositeur et pianiste hongrois (° 22 octobre 1811).
- 1897 : Auguste Lacaussade, poète français (° 8 février 1815).

### XXesiècle
- 1914 : Jean Jaurès, homme politique français (° 3 septembre 1859).
- 1933 : Shimizu Shikin, romancière et activiste japonaise (° 11 janvier 1868).
- 1934 : Émile Schuffenecker, peintre français (° 8 décembre 1851).
- 1944 : Antoine de Saint-Exupéry, aviateur et écrivain français (° 29 juin 1900).
- 1964 : Jim Reeves, chanteur de country américain (° 20 août 1923).
- 1966 : Bud Powell, pianiste de jazz américain (° 27 septembre 1924).
- 1972 : 
  - Mikhaïl Artamonov (Михаил Илларионович Артамонов), historien et archéologue russe (° 23 novembre 1898).
  - Paul-Henri Spaak, homme politique belge, trois fois Premier ministre de Belgique (1938-1939, 1946 et 1947-1949), président de l’Assemblée générale des Nations unies de 1952 à 1954 et secrétaire général de l’OTAN de 1957 à 1961, l'un des pères fondateurs de l'Union européenne (° 25 janvier 1899).
- 1977 : Vital Michalon, militant antinucléaire français tué lors d'une manifestation à Creys-Malville contre Superphénix (° 1946).
- 1984 : Paul Le Flem, compositeur français (° 18 mars 1881).
- 1986 : Teddy Wilson, pianiste de jazz américain (° 24 novembre 1912).
- 1990 : Albert Leduc, joueur de hockey sur glace professionnel québécois (° 22 novembre 1902).
- 1993 : Baudouin Ier, roi des Belges de 1951 à sa mort (° 7 septembre 1930).
- 1997 : 
  - Bảo Đại (保大帝), dernier empereur du Viêt Nam de 1926 à 1945 (° 22 octobre 1913).
  - Johnny Farago, chanteur québécois (° 15 juin 1944).
  - Frans Schoubben, cycliste sur route belge (° 11 novembre 1933).
- 1998 : 
  - Erling Evensen, fondeur norvégien (° 29 avril 1914).
  - Sylvia Field, actrice américaine (° 28 février 1901).
- 2000 : Constance Babington Smith, journaliste et écrivaine britannique (° 15 octobre 1912).

### XXIesiècle
- 2001 :
  - Poul Anderson, écrivain de science-fiction et de fantasy américain (° 25 novembre 1926).
- 2004 : 
  - Laura Betti, actrice italienne (° 1er mai 1927).
  - Francisco da Costa Gomes, militaire et homme politique portugais, président du Portugal de 1974 à 1979 (° 30 juin 1914).
  - Virginia Grey, actrice américaine (° 22 mars 1917).
- 2005 : Wim Duisenberg, homme politique néerlandais, président de la Banque centrale européenne de 1998 à 2003 (° 9 juillet 1935).
- 2006 :
  - Rufus Harley, saxophoniste et musicien de jazz américain (° 20 mai 1936).
  - Pascal Miézan, footballeur ivoirien (° 3 avril 1959).
- 2007 :
  - Giuseppe Baldo, footballeur italien (° 27 juillet 1914).
  - Norman Cohn, historien britannique (° 12 janvier 1915).
- 2008 : Lee Young (en), batteur et chanteur de jazz américain (° 7 mars 1914).
- 2009 :
  - Bobby Robson, footballeur anglais (° 18 février 1933).
  - Jean-Paul Roussillon, acteur français (° 5 mars 1931).
- 2010 : 
  - Suso Cecchi D'Amico, scénariste et actrice italienne (° 21 juillet 1914).
  - Philippe Avron, acteur français (° 18 septembre 1928).
  - Tom Mankiewicz, scénariste, réalisateur et producteur américain (° 1er juin 1942).
  - Mitch Miller, chef d'orchestre, arrangeur et producteur américain (° 4 juillet 1911).
- 2011 :
  - Eliseo Alberto, écrivain cubain (° 10 septembre 1951).
  - Jean-Claude Asphe, homme politique français (° 15 juillet 1937).
  - John Hoyland, peintre britannique (° 12 octobre 1934).
  - Andrea Pazzagli, footballeur italien (° 18 janvier 1960).
- 2012 : 
  - Lucien Daloz, archevêque français (° 9 octobre 1930).
  - Tony Sly, chanteur, musicien et compositeur américain (° 4 novembre 1970).
  - Gore Vidal, romancier américain (° 3 octobre 1925).
- 2013 : Michael Ansara, acteur américain (° 15 avril 1922).
- 2016 : Fazil Iskander, écrivain et poète russe (° 6 mars 1929).
- 2017 : 
  - Jean-Claude Bouillon, acteur français (° 27 décembre 1941).
  - Chris Kutschera, journaliste et écrivain français (° 1938).
  - Chuck Loeb, guitariste de jazz américain (° 12 juillet 1955).
  - István Markó, chimiste hongrois (° 1956).
  - Jeanne Moreau, actrice, chanteuse et réalisatrice française (° 23 janvier 1928).
- 2018 : Antoine Groschulski, footballeur franco-polonais (° 8 septembre 1938).
- 2019 : Jean-Luc Thérier, pilote  de rallye français (° 7 octobre 1945)
- 2020 : Alan Parker, réalisateur, compositeur, scénariste et producteur de cinéma britannique (° 14 février 1944).
- 2021 :
  - Terry Cooper, footballeur anglais (° 12 juillet 1944).
  - Chin Sian Thang, homme politique birman (° 6 avril 1938).
- 2022 : 
  - Hubert Coppenrath, prélat français, archevêque de Papeete de 1999 à 2011 (° 18 octobre 1930).
  - Cécile Gallez, femme politique française (° 16 mai 1936).
  - Hubertine Heijermans, artiste peintre et graveuse néerlandaise (° 8 janvier 1936).
  - Takahiko Iimura, artiste et réalisateur japonais (° 20 février 1937).
- 2023 :
  - Angus Cloud, acteur américain (° 10 juillet 1998).
  - Nicole Deschamps, écrivaine et professeure canadienne (° 16 octobre 1931).
  - Sophie Fillières, réalisatrice, scénariste, et actrice française (° 20 novembre 1964).
  - María Fux, danseuse, chorégraphe et physiothérapeute argentine, pionnière de la danse-thérapie dans son pays (° 2 janvier 1922).
  - Souret Husseïnov,  homme d'État azerbaïdjanais (° 12 février 1959).
  - Inga Landgré, actrice suédoise (° 6 août 1927).
  - William Jason Morgan, géophysicien américain (° 10 octobre 1935).
  - Liliane Pierre-Paul, journaliste haïtienne (° 16 juin 1953).
  - František Valošek, footballeur tchécoslovaque puis tchèque (° 12 juillet 1937).
  - Melaku Worede, généticien éthiopien (° avril 1936).
  - Kamel Yahiaoui, artiste-peintre algérien (° 1966).
- 2024 :
  - Paul William Bucha, militaire britannique (° 20 août 1943).
  - Genco Erkal, acteur puis réalisateur turc (° 28 mars 1938).
  - George B. Field, astrophysicien américain (° 25 octobre 1929).
  - Anshuman Gaekwad, joueur de cricket et entraîneur indien (° 23 septembre 1952).
  - Krum Georgiev, joueur d'échecs bulgare (° 24 mai 1958).
  - Ismaël Haniyeh, homme politique palestinien et chef du Hamas (° 29 janvier 1962).
  - Roberto Herlitzka, acteur italien (° 2 octobre 1937).
  - Constantin Ionescu, joueur d'échecs roumain (° 12 septembre 1958).
  - André Juillard, scénariste et dessinateur de bande dessinée français (° 9 juin 1948).
  - Jean Mauret, maître verrier français (° 23 septembre 1944).
  - Song Giwon, écrivain sud-coréen (° 1er juillet 1947).
  - Giuseppe Sciortino, avocat et homme politique canadien (° 1949).
- 2025 : 
  - Adriana Asti, actrice italienne (° 30 avril 1931).
  - Flaco Jimenez, accordéoniste américain (° 11 mars 1939).
  - Bob Wilson, metteur en scène, dramaturge de théâtre expérimental et plasticien américain (° 4 octobre 1941).
  - Marlena Zagoni, rameuse roumaine (° 22 janvier 1951).

## Célébrations
Pas de journée internationale répertoriée pour cette date.

### Nationales
- Côte d'Ivoire (Union africaine) : flamme de la paix commémorant la première cérémonie en l'honneur de la paix marquée en 2007.
- Hawaï (États-Unis) : Ka Hae Hawai‘i / « fête du drapeau ».
- Malaisie : Hari Pahlawan / « fête des héros ».

### Religieuse
Christianisme : Notre-Dame de Liesse  (voir le 18 août des Lætitia ? référence à Loyola ?).

### Saints des Églises chrétiennes

#### Saints des Églises catholiques et orthodoxes
Référencés ci-après in fine, :
- Calimer de Milan († vers 190) -ou « Calimère » ou « Calimerius »-, d'origine grecque, évêque de Milan en Lombardie et apôtre de la vallée du Pô, martyr sous l'empereur romain Commode.
- Démocrite, Second et Denis (IIe siècle), martyrs à Synnada en Phrygie.
- Fabius de Césarée († vers 303 ou 304), soldat, martyr à Césarée de Maurétanie (aujourd'hui Cherchell en Algérie) sous l'empereur romain Dioclétien.
- Germain d'Auxerre (vers 378 - 448) -ou « (Germain) l'Auxerrois » ci-avant-, évêque d'Auxerre, mort à Ravenne.
- Jean l'Exarque († entre 917 et 927), prêtre, traducteur et théologien bulgare, exarque de l'Église bulgare.
- Neot († avant 878), moine et ermite de Cornouailles[6] ;
- Tertullien († vers 257), prêtre et martyr à Rome sous l'empereur romain Valérien ; célébré le 4 août par les Églises orthodoxes[7].

#### Saints et bienheureux des Églises catholiques
référencés ci-après :
- Cécile Schelingova († 1955) - dite sœur Sidonie - bienheureuse religieuse Slovaque.
- Dionisio Vincente Ramos, Francisco Remon Jativa († 1936), franciscains conventuels à Granollera près de Barcelone et Jacques Buch Canals, salésien à Valence, bienheureux, prêtre ; avec deux religieux martyrs durant la guerre civile d'Espagne.
- Everard Hanse († 1584), bienheureux, pasteur protestant du Northampton, converti puis martyr, pendu à Tyburn sous la reine Élisabeth Ire d'Angleterre.
- François Stryjas († 1944), bienheureux, catéchiste laïc, martyr du nazisme en Pologne à Kalisz.
- Hélène de Skövde († vers 1160), martyre à Gothane en Suède, assassinée sous un prétexte de vendetta.
- Ignace de Loyola († 1556), étudiant espagnol en religion à Paris, fondateur de l'ordre des Jésuites avec François-de-Xavier sur le versant sud de la colline de Montmartre.
- Jean Colombini († 1367), bienheureux religieux italien et fondateur des Jésuates, mort à Acquapendente en Toscane.
- Jean-François Jarrige de la Morélie du Breuil († 1794), bienheureux, chanoine de Saint-Yrieix (Haute-Vienne), martyr sous la Révolution française aux pontons de Rochefort sur les Deux-Associés.
- Justin de Jacobis († 1860), confesseur et missionnaire lazariste, évêque en Éthiopie.
- Marcel Denis († 1961), bienheureux prêtre français martyr.
- Michel Ozieblowski d'Izdebno († 1942), bienheureux, prêtre et martyr au camp de concentration nazi de Dachau en Pologne.
- Pierre Doan Công Quy et Emmanuel Lê Van Phung († 1859), prêtre et laïc, martyrs sous l'empereur Tu Duc à Cay Met près de Saïgon en Cochinchine (actuel Vietnam).
- Solanus Casey († 1957), bienheureux prêtre capucin américain.

#### Saints orthodoxes?
Outre les saints œcuméniques voire pré-schismatiques ci-avant, aux dates parfois "juliennes" / orientales ... 

### Prénoms du jour
Bonne fête aux Ignace et ses variantes : Ignacia, Ignacie, Ignacio, Ignacy, Ignatius, Ignaz, Iñaki, Inigo, etc. Les Inès et leurs variantes sont célébrées à une autre date, si ce n'est le 21 janvier des Agnès.
Et aussi aux :
- Jermen (et 15 juin),
- Loyola,
- Sidoine comme les 14 novembre, Sidonie.

## Traditions et superstitions

### Dictons
- « À saint-Germain, de blé nouveau on fait son pain. », et :
- « Chaleur de Saint Germain, met à tous le pain dans la main. »

- « Au jour de Saint Ignace, moissonne quelque temps qu'il fasse. »[8], et :
- « Le jour de la saint-Ignace, métivez (moissonnez) quelque temps qu’il fasse. »

- « Jusqu’aux derniers jours de juillet, laisse ton blé dans le grenier. »[9]

- « Pourvu qu’à saint-Germain, le Bon Dieu ne soit pas parrain. »[10], et :
- « S’il pleut à la saint-Germain, c’est comme s’il pleuvait du vin. »

### Astrologie
Signe du zodiaque : neuvième jour du signe astrologique du lion.

## Toponymie
Plusieurs voies, places, sites ou édifices de pays ou régions francophones contiennent cette date sous diverses graphies : voir Trente-et-Un-Juillet .